# Birgit Sandkaulen
Birgit Sandkaulen (auch Sandkaulen-Bock, * 1959 in Koblenz) ist eine deutsche Philosophin und Professorin an der Ruhr-Universität Bochum.

## Leben
Birgit Sandkaulen studierte ab 1979 Philosophie und Germanistik an der Universität Tübingen und der Universität Poitiers. 1989 wurde sie an der Universität Tübingen mit einer Arbeit über Schelling promoviert. Nach ihrer Habilitation an der Universität Heidelberg mit einer Studie zur Vernunftkritik von Friedrich Heinrich Jacobi wurde sie im Jahr 2000 Professorin für Philosophie an der Universität Jena. Schwerpunkt ihrer Lehr- und Forschungstätigkeit war und ist die Klassische deutsche Philosophie (deutscher Idealismus). 2011 wurde sie auf den Lehrstuhl für Philosophie unter besonderer Berücksichtigung der Klassischen Deutschen Philosophie an der Ruhr-Universität Bochum berufen. Von 2011 bis 2014 war sie Mitglied des Senats der Universität.
Seit 2013 ist sie Ordentliches Mitglied der Nordrhein-Westfälischen Akademie der Wissenschaften und der Künste.
2016 wurde sie Korrespondierendes Mitglied der Österreichischen Akademie der Wissenschaften.

## Schriften (Auswahl)
- Birgit Sandkaulen-Bock: Ausgang vom Unbedingten: Über den Anfang in der Philosophie Schellings. Vandenhoeck & Ruprecht, Göttingen 1990, ISBN 3-525-30502-8, S. 188.
- Birgit Sandkaulen: Grund und Ursache. Die Vernunftkritik Jacobis. Wilhelm Fink, München 2000, ISBN 3-7705-3500-6, S. 271.
- Walter Jaeschke, Birgit Sandkaulen (Hrsg.): Friedrich Heinrich Jacobi. Ein Wendepunkt der geistigen Bildung der Zeit (= Studien zum achtzehnten Jahrhundert. Band 29). Felix Meiner, Hamburg 2004, ISBN 3-7873-1679-5, S. XII, 459.
- Birgit Sandkaulen (Hrsg.): System und Systemkritik. Beiträge zu einem Grundproblem der klassischen deutschen Philosophie (= Kritisches Jahrbuch der Philosophie. Band 11). Königshausen & Neumann, Würzburg 2006, ISBN 3-8260-3381-7.
- Birgit Sandkaulen: Jacobis Philosophie. Über den Widerspruch von System und Freiheit. Felix Meiner, Hamburg 2019, ISBN 978-3-7873-3628-9, S. 350.
- Birgit Sandkaulen, Walter Jaeschke (Hrsg.): Jacobi und Kant. Felix Meiner, Hamburg 2021, ISBN 978-3-7873-3977-8, S. 247.
- Birgit Sandkaulen: The Philosophy of Friedrich Heinrich Jacobi. On the Contradiction Between System and Freedom. Bloomsbury, London 2023, ISBN 978-1-350-23571-7, S. 280.